# Dipinti di Jacques-Louis David
La tabella seguente è una lista non esaustiva delle opere pittoriche eseguite dall'artista francese Jacques-Louis David, esponente del neoclassicismo.
| Immagine | Titolo                                                                  | Data        | Tecnica                             | Dimensioni (in centimetri) | Ubicazione                                         | Note                                              |
| -------- | ----------------------------------------------------------------------- | ----------- | ----------------------------------- | -------------------------- | -------------------------------------------------- | ------------------------------------------------- |
|          | Ritratto di François Buron                                              | 1769        | olio su tela                        | 65 × 54                    | Sconosciuta                                        |                                                   |
|          | Ritratto di Marie-Josèphe Buron                                         | 1769        | olio su tela                        | 66 × 55                    | Art Institute of Chicago, Chicago                  |                                                   |
|          | Ritratto di Marie-Françoise Buron                                       | 1769        | olio su tela                        | 66 × 54                    | Museo di belle arti, Algeri                        |                                                   |
|          | Combattimento di Minerva contro Marte                                   | 1771        | olio su tela                        | 114 × 140                  | Museo del Louvre, Parigi                           |                                                   |
|          | Giove e Antiope                                                         | 1771        | olio su tela                        | 87 × 79                    | Musées de Sens, Sens                               |                                                   |
|          | Apollo e Diana attaccano i figli di Niobe                               | 1772        | olio su tela                        | 120.65 × 153.67            | Dallas Museum of Art, Dallas                       |                                                   |
|          | Morte di Seneca                                                         | 1773        | olio su tela                        | 122 × 155                  | Petit Palais, Parigi                               |                                                   |
|          | Erasistrato alla scoperta della causa della malattia di Antioco         | 1774        | olio su tela                        | 120 × 155                  | École nationale supérieure des beaux-arts, Parigi  |                                                   |
|          | Ettore                                                                  | 1778        | olio su tela                        | 123 × 172                  | Museo Fabre, Montpellier                           |                                                   |
|          | I funerali di Patroclo                                                  | 1778        | olio su tela                        | 94 × 218                   | Galleria nazionale d'Irlanda, Dublino              |                                                   |
|          | Un filosofo                                                             | 1779        | olio su tela                        | 74 × 64                    | Museo Baron Gérard, Bayeux                         |                                                   |
|          | San Girolamo                                                            | 1779        | olio su tela                        | 174 × 124                  | Musée de la civilisation, Québec                   |                                                   |
|          | Patroclo                                                                | 1780        | olio su tela                        | 122 × 170                  | Museo Thomas Henry, Cherbourg-Octeville            |                                                   |
|          | San Rocco intercede presso la Vergine per la guarigione degli appestati | 1780        | olio su tela                        | 260 × 195                  | Museo di belle arti, Marsiglia                     |                                                   |
|          | Giovane col turbante                                                    | 1780        | olio su tela                        | 55 × 46                    | Cleveland Museum of Art, Cleveland                 |                                                   |
|          | Ritratto del conte Stanislas Potocki                                    | 1781        | olio su tela                        | 304 × 218                  | Museo nazionale, Varsavia                          |                                                   |
|          | Belisario chiede l'elemosina                                            | 1781        | olio su tela                        | 288 × 312                  | Palais des Beaux-Arts de Lille, Lilla              |                                                   |
|          | Cristo in croce                                                         | 1782        | olio su tela                        | 276 × 188                  | Chiesa di San Vincenzo, Mâcon                      |                                                   |
|          | Ritratto di Jacques-François Desmaisons                                 | 1782        | olio su tela                        |                            | Albright–Knox Art Gallery, Buffalo                 |                                                   |
|          | Il compianto di Andromaca sul corpo di Ettore                           | 1783        | olio su tela                        | 275 × 203                  | Museo del Louvre, Parigi                           |                                                   |
|          | La Vestale                                                              | 1783 o 1787 | olio su tela                        | 81,3 × 65,4                | Collezione privata                                 |                                                   |
|          | Ritratto di Alphonse Leroy                                              | 1783        | olio su tela                        | 72 × 91                    | Museo Fabre, Montpellier                           |                                                   |
|          | Ritratto di Charles-Pierre Pecoul                                       | 1784        | olio su tela                        | 91.5 × 72.5                | Museo del Louvre, Parigi                           |                                                   |
|          | Ritratto di Geneviève Jacqueline Pecoul                                 | 1784        | olio su tela                        | 92 × 72                    | Museo del Louvre, Parigi                           |                                                   |
|          | Belisario chiede l'elemosina                                            | 1784        | olio su tela                        | 101 × 115                  | Museo del Louvre, Parigi                           |                                                   |
|          | Il giuramento degli Orazi                                               | 1784–1785   | olio su tela                        | 330 × 425                  | Museo del Louvre, Parigi                           |                                                   |
|          | Morte di Socrate                                                        | 1787        | olio su tela                        | 130 × 196                  | Metropolitan Museum of Art, New York               |                                                   |
|          | Gli amori di Paride ed Elena                                            | 1788        | olio su tela                        | 147 × 180                  | Museo del Louvre, Parigi                           |                                                   |
|          | Ritratto di Monsieur Lavoisier e sua moglie                             | 1788        | olio su tela                        | 260 × 195                  | Metropolitan Museum of Art, New York               |                                                   |
|          | I littori riportano a Bruto i corpi dei suoi figli                      | 1789        | olio su tela                        | 330 × 450                  | Museo del Louvre, Parigi                           |                                                   |
|          | Ritratto di Philippe-Laurent de Joubert                                 | 1790–92     | olio su tela                        | 127 × 96                   | Museo Fabre, Montpellier                           | Dipinto incompiuto                                |
|          | Ritratto di Anne-Marie-Louise Thélusson, contessa de Sorcy              | 1790        | olio su tela                        | 129 × 97                   | Neue Pinakothek, Monaco di Baviera                 |                                                   |
|          | Ritratto di Robertine Tourteau, marchesa d'Orvilliers                   | 1790        | olio su tela                        | 131 × 98                   | Museo del Louvre, Parigi                           |                                                   |
|          | Ritratto di Jean-Sylvain Bailly                                         | 1790 circa  |                                     | 65 × 55                    | Museo Carnavalet, Parigi                           |                                                   |
|          | Licurgo di Sparta                                                       | 1791        | olio su tela                        |                            | Museo di belle arti, Blois                         |                                                   |
|          | Autoritratto                                                            | 1791        | olio su tela                        | 64 × 53                    | Galleria degli Uffizi, Firenze                     |                                                   |
|          | Ritratto di Louise Pastoret                                             | 1791–92     | olio su tela                        | 130 × 97                   | Art Institute of Chicago, Chicago                  | Dipinto incompiuto                                |
|          | Ritratto di Louise Trudaine                                             | 1791–1792   | olio su tela                        | 130 × 98                   | Museo del Louvre, Parigi                           | Dipinto incompiuto                                |
|          | Il giuramento della Pallacorda                                          | 1791–1792   | gessetto, carboncino e olio su tela | 304 × 654 cm               | Reggia di Versailles                               | Dipinto incompiuto                                |
|          | Ritratto di François Devienne                                           | 1792        | olio su tela                        | 75 × 59.5                  | Museo reale di belle arti del Belgio, Bruxelles    | Attribuito                                        |
|          | Antoinette Gabrielle Charpentier Danton                                 | 1793        | olio su tela                        | 64.7 × 55.6                | Musée des beaux-arts de Troyes, Troyes             |                                                   |
|          | La morte di Marat                                                       | 1793        | olio su tela                        | 162 × 125                  | Museo reale di belle arti del Belgio, Bruxelles    |                                                   |
|          | La morte di Marat (copia)                                               | forse 1793  | olio su tela                        | 162,5 × 130                | Museo del Louvre, Parigi                           |                                                   |
|          | Autoritratto                                                            | 1794        | olio su tela                        | 81 × 64                    | Museo del Louvre, Parigi                           |                                                   |
|          | Gli ultimi istanti di Michel Lepeletier                                 | 1793        | olio su tela                        |                            | Perduto                                            | Noto solo tramite un'incisione di Anatole Desvoge |
|          | La morte del giovane Barra                                              | 1794        | olio su tela                        | 118 × 155                  | Museo Calver, Avignone                             | Dipinto incompiuto                                |
|          | Presunta veduta dei giardini del Lussemburgo                            | 1794        | olio su tela                        | 55 × 65                    | Museo del Louvre, Parigi                           |                                                   |
|          | Ritratto di Pierre Sériziat                                             | 1795        | olio su tela                        | 131 × 96                   | Museo del Louvre, Parigi                           |                                                   |
|          | Ritratto d'Emilie Sériziat e del figlio                                 | 1795        | olio su tela                        | 131 × 96                   | Museo del Louvre, Parigi                           |                                                   |
|          | Ritratto di Jacobus Blauw                                               | 1795        | olio su tela                        | 92 × 73                    | Museo del Louvre, Parigi                           |                                                   |
|          | Ritratto di Gaspar Mayer                                                | 1795        | olio su tela                        | 116 × 90                   | Museo del Louvre, Parigi                           |                                                   |
|          | Psiche abbandonata                                                      | 1795        | olio su tela                        |                            | Collezione privata                                 |                                                   |
|          | Ritratto d'Henriette Verninac                                           | 1799        | olio su tela                        | 145,5 × 112                | Museo del Louvre, Parigi                           |                                                   |
|          | Ritratto non finito del generale Bonaparte                              | 1799        | olio su tela                        | 81 × 65                    | Museo del Louvre, Parigi                           | Dipinto incompiuto                                |
|          | Le Sabine                                                               | 1799        | olio su tela                        | 385 × 522                  | Museo del Louvre, Parigi                           |                                                   |
|          | Madame Récamier                                                         | 1800        | olio su tela                        | 174 × 244                  | Museo del Louvre, Parigi                           |                                                   |
|          | Ritratto di giovane donna                                               | 1800        | olio su tela                        | 75.5 × 57.5                | Fogg Art Museum, Cambridge (Massachusetts)         |                                                   |
|          | Bonaparte valica il Gran San Bernardo                                   | 1801        | olio su tela                        | 261 × 220                  | Castello di Malmaison, Parigi                      |                                                   |
|          | Bonaparte valica il Gran San Bernardo                                   | 1801        | olio su tela                        | 271 × 232                  | Castello di Charlottenburg, Berlino                |                                                   |
|          | Bonaparte valica il Gran San Bernardo                                   | 1801        | olio su tela                        | 275 × 232                  | Galleria del Belvedere, Vienna                     |                                                   |
|          | Ritratto di Cooper Penrose                                              | 1802        | olio su tela                        | 130,4 × 97,4               | Timken Art Gallery, San Diego                      |                                                   |
|          | Ritratto di Suzanne Le Peletier de Saint-Fargeau                        | 1804        | olio su tela                        | 60,3 × 49,5                | Museo J. Paul Getty, Los Angeles                   |                                                   |
|          | Portrait de Napoléon en costume impérial                                | 1805        | olio su tela                        | 58 × 49                    | Palais des Beaux-Arts de Lille, Lilla              |                                                   |
|          | Pio VII e il cardinale Caprara                                          | 1805        | olio su tela                        | 138 × 96                   | Philadelphia Museum of Art, Filadelfia             |                                                   |
|          | Ritratto del papa Pio VII                                               | 1805        | oil on wood                         | 86 × 71                    | Museo del Louvre, Parigi                           |                                                   |
|          | L'incoronazione di Napoleone                                            | 1806–07     | olio su tela                        | 621 × 979                  | Museo del Louvre, Parigi                           |                                                   |
|          | Saffo e Faone                                                           | 1808        | olio su tela                        | 225,3 × 262                | Ermitage, San Pietroburgo                          |                                                   |
|          | L'incoronazione di Napoleone (copia)                                    | 1808–1822   | olio su tela                        | 610 × 971                  | Museo della storia francese, Versailles            |                                                   |
|          | La distribuzione delle aquile                                           | 1810        | olio su tela                        | 610 × 931                  | Versailles, Francia                                |                                                   |
|          | Ritratto della contessa Daru                                            | 1810        | olio su tela                        | 73 × 60                    | Frick Collection, New York                         |                                                   |
|          | Ritratto del conte Antoine Français de Nantes                           | 1811        | olio su tela                        | 114 × 75                   | Museo Jacquemart-André, Parigi                     |                                                   |
|          | Napoleone nel suo gabinetto di lavoro                                   | 1812        | olio su tela                        | 204 × 125                  | National Gallery of Art, Washington D.C.           |                                                   |
|          | Les Trois Dames de Gand                                                 | 1812        | olio su tela                        | 132 × 105                  | Museo del Louvre, Parigi                           |                                                   |
|          | Ritratto d'Antoine Mongez e della moglie Angélique                      | 1812        | olio su legno                       | 74 × 87                    | Museo del Louvre, Parigi                           |                                                   |
|          | Ritratto di Charlotte David                                             | 1813        | olio su tela                        | 73 × 60                    | National Gallery of Art, Washington D.C.           |                                                   |
|          | Apelle dipinge Campaspe davanti ad Alessandro                           | 1814        | olio su tela                        | 96.5 × 136                 | Palais des Beaux-Arts de Lille, Lilla              |                                                   |
|          | Leonida alle Termopili                                                  | 1814        | olio su tela                        | 395 × 531                  | Museo del Louvre, Parigi                           |                                                   |
|          | Ritratto del generale Étienne Maurice Gérard                            | 1816        | olio su tela                        | 197 × 136                  | Metropolitan Museum of Art, New York               |                                                   |
|          | Ritratto della contessa di Vilain XIIII e sua figlia                    | 1816        | olio su tela                        | 95 × 76                    | National Gallery, Londra                           |                                                   |
|          | Ritratto di Emmanuel-Joseph Sieyès                                      | 1817        | olio su tela                        | 98 × 74                    | Fogg Art Museum, Cambridge (Massachusetts)         |                                                   |
|          | Amore e Psiche                                                          | 1817        | olio su tela                        | 184 × 241                  | Cleveland Museum of Art, Cleveland                 |                                                   |
|          | Telemaco ed Eucaride                                                    | 1818        | olio su tela                        | 88 × 103                   | Museo J. Paul Getty, Los Angeles                   |                                                   |
|          | Ritratto dell'attore Wolf, detto Bernard                                | 1818–1823   | olio su tela                        | 125 × 85                   | Museo del Louvre, Parigi                           |                                                   |
|          | L'ira di Achille                                                        | 1818        | olio su tela                        | 105 × 145                  | Kimbell Art Museum, Fort Worth                     |                                                   |
|          | Ritratto di Zénaïde e di Charlotte Bonaparte                            | 1821        | olio su tela                        | 130 × 101                  | Museo J. Paul Getty, Los Angeles                   |                                                   |
|          | Marte disarmato da Venere                                               | 1822–1825   | olio su tela                        | 308 × 265                  | Museo reale delle belle arti del Belgio, Bruxelles |                                                   |
|          | Ritratto di Juliette de Villeneuve                                      | 1824        | olio su tela                        |                            | Museo del Louvre, Parigi                           |                                                   |
|          | Giovane romano con cavallo                                              | 1824        | olio su tela                        | 92 × 74                    | Detroit Institute of Arts, Detroit                 |                                                   |
|          | Guerriero romano                                                        | 1824        | olio su tela                        | 93 × 74                    | Detroit Institute of Arts, Detroit                 |                                                   |